# Ottobiano
Ottobiano je italská obec v provincii Pavia v oblasti Lombardie.
K 31. prosinci 2010 zde žilo 1 187 obyvatel.

## Sousední obce
Ferrera Erbognone, Lomello, San Giorgio di Lomellina, Tromello, Valeggio